# قائمة إصدارات الطوابع البريدية في أم القيوين (1971)
أدارت المملكة المتحدة العلاقات الخارجية لإمارات الساحل المتصالح نتيجة لمعاهدة «الاتفاقية الحصرية» لعام 1892، بما في ذلك إدارة البريد والبرق - حيث تكن هذه الإمارات منتمية للاتحاد البريدي العالمي. افتتحت حكومة الهند أول مكتب بريد في دبي في عام 1941. وفي عام 1948، وتولت إدارته وتشغيله الوكالات البريدية البريطانية في شرق شبه الجزيرة العربية، وهي شركة تابعة لمكتب البريد العام. كانت الطوابع في ذلك الوقت عبارة عن طوابع بريطانية مقابل رسوم إضافية بقيمة الروبية، حتى عام 1959، حيث أصدرت مجموعة من طوابع بريدية تحمل اسم «الإمارات المتصالحة» من دبي.
في عام 1963، تنازلت المملكة المتحدة عن مسؤوليتها عن الأنظمة البريدية في الإمارات المتصالحة إلى حكام الإمارات المتصالحة. لذا أصدرت إمارة أم القيوين أول طوابعها البريدية في سنة 1964.
الكثير من الطوابع التي أصدرت في إمارة أم القيوين تصنف ضمن طوابع الكثبان الرملية. طبعت هذه الطوابع بكثرة في الستينيات وأوائل السبعينيات من القرن الماضي، وتكاد تكون عديمة القيمة اليوم.
وجد فينبار كيني وهو رجل أعمال أمريكي ومن هواة جمع الطوابع الفرصة لإنشاء عدد من الإصدارات من الطوابع التي تستهدف سوق جامعي الطوابع المربح. وقد أبرم في عام 1964 اتفاقات مع إمارات الخليج العربي لإصدار طوابع، ومن بينها إمارة أم القيوين. حملت هذه الطوابع مصورا ذات ألوان وأشكال صارخة وليس لها صلة فعلية بالإمارات.
كان بيع الطوابع البريدية لفترة قصيرة تجارة مربحة للإمارات، حيث كان لمعظم الإمارات القليل من مصادر الدخل، باستثناء إمارة أبو ظبي، التي توفر فيها إنتاج النفط منذ عام 1965. ومع ذلك، انخفضت الإيرادات التي تصل إلى 70 ألف جنيه إسترليني للإمارات الأفقر إلى 30 ألف جنيه إسترليني مع التشبع الحتمي للسوق. شكل بيع الطوابع بحلول عام 1966 المصدر الرئيسي لدخل الإمارات المتصالحة الشمالية.
أدى انتشارها في النهاية إلى تقليل قيمتها، ولهذا السبب، فإن العديد من الكتالوجات الشعبية اليوم لا تدرجها حتى.
اتهم فينبار كيني بالتورط في قضية رشوة في الولايات المتحدة بسبب تعاملاته مع حكومة جزر كوك. انتهت ترتيبات فينبار كيني عندما توحدت الإمارات العربية المتحدة في ديسمبر 1971.

## إصدارات عام 1971
هذه قائمة الطوابع:

### إصدار الألعاب الأولمبية الشتوية
وقد ضم خمسة طوابع مخصصة للبريد الجوي وخمسة طوابع للبريد العادي وبطاقات تذكارية لمناسبة دورة الألعاب الأولمبية الشتوية الحادية عشرة في مدينة سابورو اليابانية عام 1972.
| #  | تاريخ الإصدار | الوصف                                                              | صورة الإصدار المخرم | صورة الإصدار غير المخرم | صورة الورقة التذكارية | صورة الصحيفة المخرمة | صورة الصحيفة غير المخرمة | القيمة                  |
| -- | ------------- | ------------------------------------------------------------------ | ------------------- | ----------------------- | --------------------- | -------------------- | ------------------------ | ----------------------- |
| 1  | 21 يونيو 1971 | طابع تظهر فيه صورة رياضي يمارس رياضة القفز التزلجي.                |                     |                         |                       |                      |                          | خمسة دراهم قطرية        |
| 2  | 21 يونيو 1971 | طابع تظهر فيه صورة رياضيين يمارسان رياضة التزلج الفني على الجليد.  |                     |                         |                       |                      |                          | عشرة دراهم قطرية        |
| 3  | 21 يونيو 1971 | طابع تظهر فيه صورة رياضيين على زلاجة جماعية.                       |                     |                         |                       |                      |                          | خمس عشر درهما قطريا     |
| 4  | 21 يونيو 1971 | طابع تظهر فيه صورة رياضيين يمارسون رياضة التزلج السريع.            |                     |                         |                       |                      |                          | عشرون درهما قطريا       |
| 5  | 21 يونيو 1971 | طابع تظهر فيه صورة رياضيين يمارسون رياضة هوكي الجليد.              |                     |                         |                       |                      |                          | خمسة وعشرون درهما قطريا |
| 6  | 21 يونيو 1971 | طابع تظهر فيه صورة رياضي يمارس رياضة التزلج على المنحدرات الثلجية. |                     |                         |                       |                      |                          | خمسون درهما قطريا       |
| 7  | 21 يونيو 1971 | طابع تظهر فيه صورة رياضي يمارس رياضة التزلج الريفي.                |                     |                         |                       |                      |                          | خمسة وسبعون درهما قطريا |
| 8  | 21 يونيو 1971 | طابع تظهر فيه صورة رياضي يمارس رياضة التزلج المتعرّج.               |                     |                         |                       |                      |                          | ريال قطري واحد          |
| 9  | 21 يونيو 1971 | طابع تظهر فيه صورة رياضيين يمارسان رياضة التزلج الفني على الجليد.  |                     |                         |                       |                      |                          | ثلاث ريالات قطرية       |
| 10 | 21 يونيو 1971 | طابع تظهر فيه صورة رياضي يمارس رياضة التزلج على المنحدرات الثلجية. |                     |                         |                       |                      |                          | خمس ريالات قطرية        |

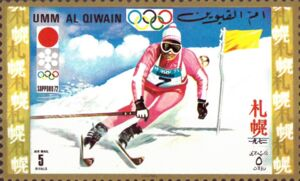
طابع إماراتي صدر عام 1971م لمناسبة دورة الألعاب الأولمبية الشتوية الحادية عشرة وتظهر فيه صورة رياضي يمارس رياضة التزلج المتعرّج
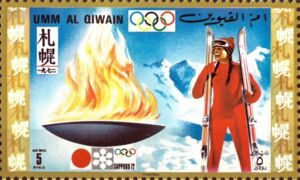
طابع إماراتي صدر عام 1971م لمناسبة دورة الألعاب الأولمبية الشتوية الحادية عشرة وتظهر فيه صورة للشعلة الأولمبية
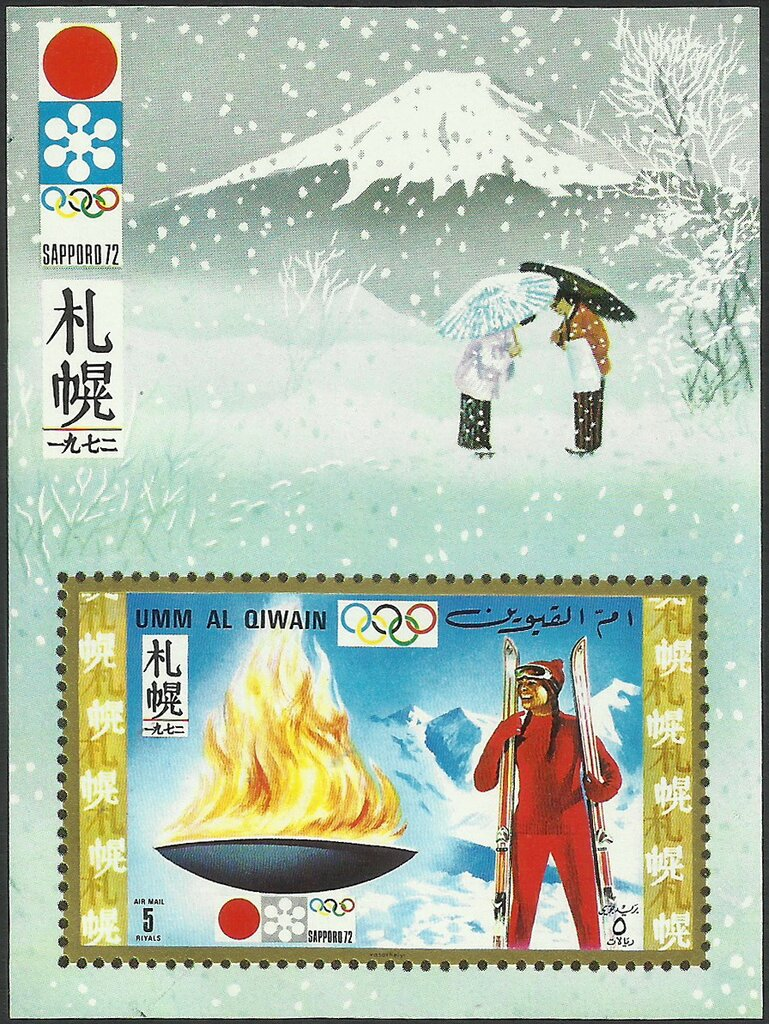
بطاقة تذكارية صدرت عام 1971م لمناسبة دورة الألعاب الأولمبية الشتوية الحادية عشرة وتظهر فيها صورة للشعلة الأولمبية
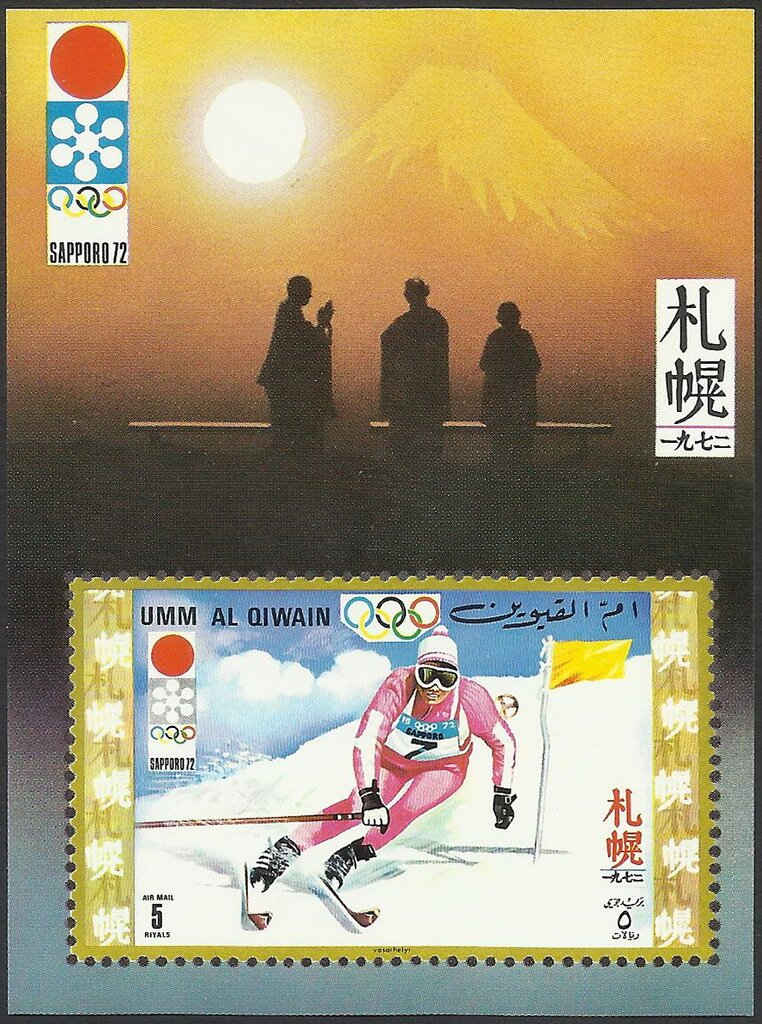
بطاقة تذكارية صدرت عام 1971م لمناسبة دورة الألعاب الأولمبية الشتوية الحادية عشرة وتظهر فيها صورة رياضي يمارس رياضة التزلج المتعرّج

### إصدار الألعاب الأولمبية الصيفية
وقد ضم خمسة طوابع مخصصة للبريد الجوي وخمسة طوابع للبريد العادي وبطاقات تذكارية لمناسبة دورة الألعاب الأولمبية الصيفية العشرين في مدينة ميونخ الألمانية عام 1972.
| #  | تاريخ الإصدار | الوصف                                                      | صورة الإصدار المخرم | صورة الإصدار غير المخرم | صورة أخرى للإصدار | القيمة                  |
| -- | ------------- | ---------------------------------------------------------- | ------------------- | ----------------------- | ----------------- | ----------------------- |
| 1  | 05 يوليو 1971 | طابع تظهر فيه صورة لرياضة الجمباز.                         |                     |                         |                   | خمس دراهم قطرية         |
| 2  | 05 يوليو 1971 | طابع تظهر فيه صورة قوارب في رياضة الملاحة الشراعية.        |                     |                         |                   | عشر دراهم قطرية         |
| 3  | 05 يوليو 1971 | طابع تظهر فيه صورة فارس يمتطي جوادا في رياضة ترويض الخيول. |                     |                         |                   | خمسة عشر درهما قطريا    |
| 4  | 05 يوليو 1971 | طابع تظهر فيه صورة لرياضة الجودو.                          |                     |                         |                   | عشرون درهما قطريا       |
| 5  | 05 يوليو 1971 | طابع تظهر فيه صورة لرياضة رمي الرمح.                       |                     |                         |                   | خمسة وعشرون درهما قطريا |
| 6  | 05 يوليو 1971 | طابع تظهر فيه صورة لرياضة الملاكمة.                        |                     |                         |                   | خمسون درهما قطريا       |
| 7  | 05 يوليو 1971 | طابع تظهر صورة لرياضة سباق الحواجز.                        |                     |                         |                   | خمس وسبعون درهما قطريا  |
| 8  | 05 يوليو 1971 | طابع تظهر فيه صورة لرياضة العدو السريع.                    |                     |                         |                   | ريال قطري واحد          |
| 9  | 05 يوليو 1971 | طابع تظهر فيه صورة لرياضة المبارزة بالسلاح.                |                     |                         |                   | ثلاثة ريالات قطرية      |
| 10 | 05 يوليو 1971 | طابع تظهر فيه صورة لرياضة قفز الحواجز.                     |                     |                         |                   | خمسة ريالات قطرية       |

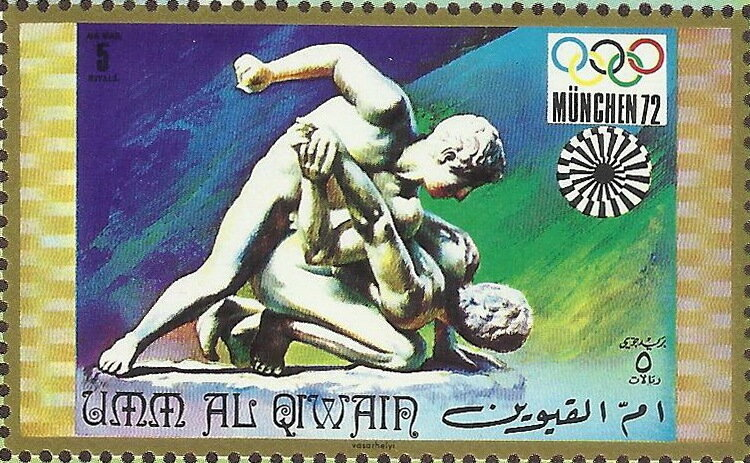
طابع تظهر فيه صورة لتمثال رياضة المصارعة
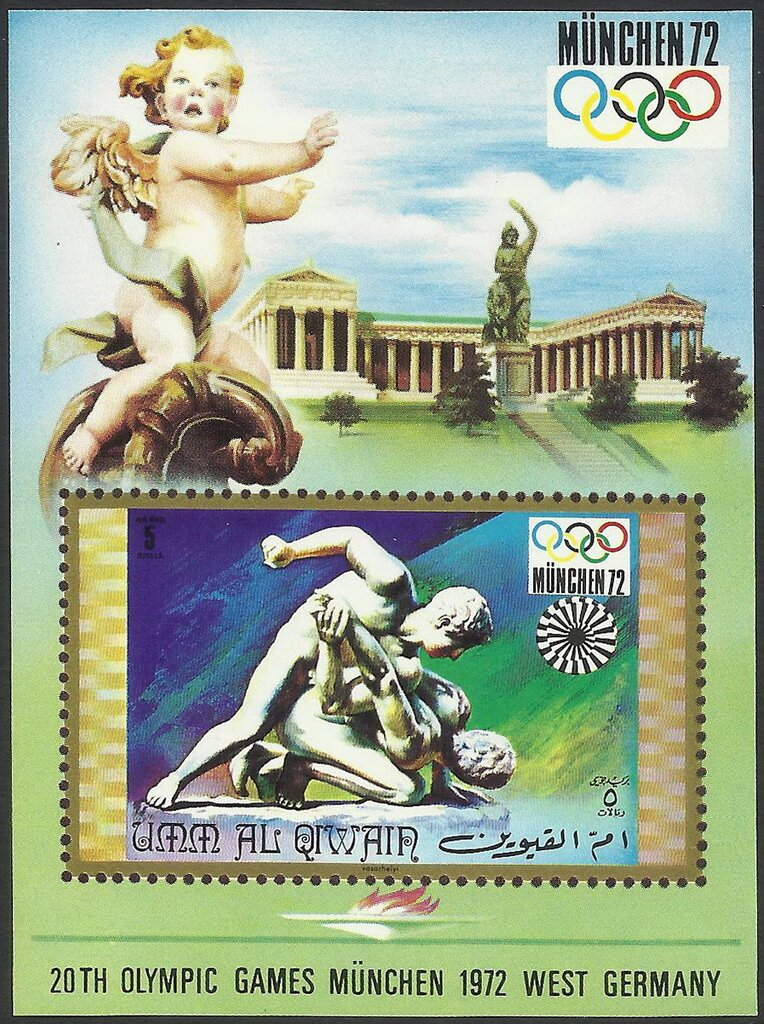
بطاقة تذكارية صدرت عام 1971 لمناسبة دورة الألعاب الأولمبية الصيفية العشرين تحتوي على صورة طابع تمثال المصارعة
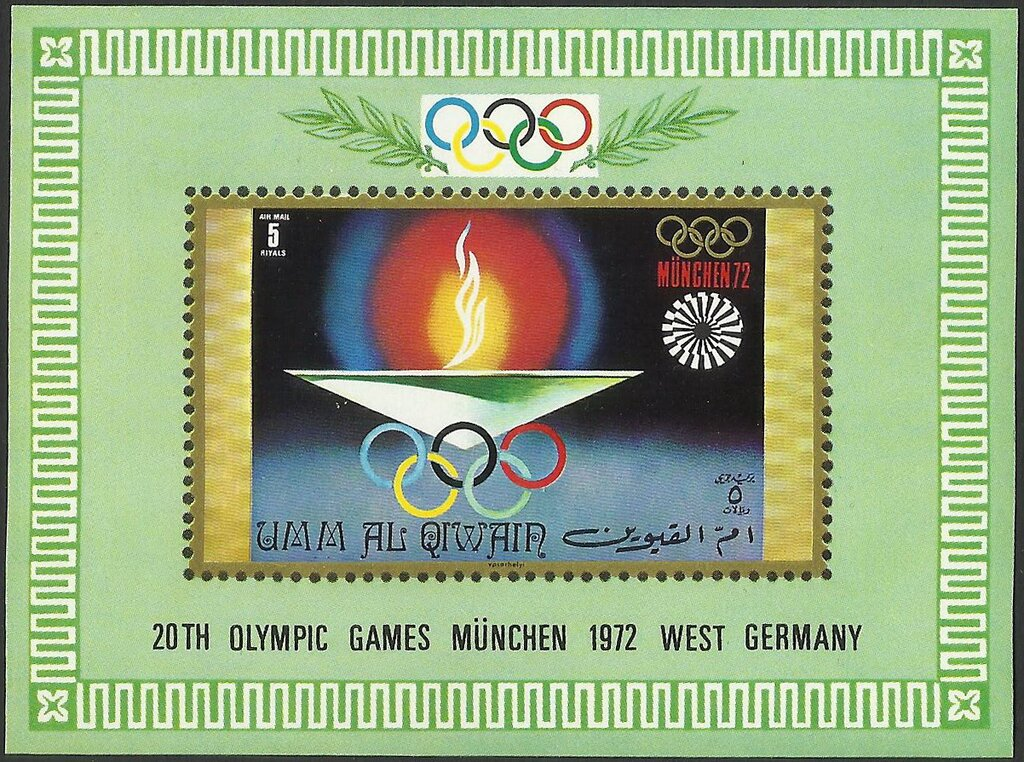
بطاقة تذكارية صدرت عام 1971م لمناسبة دورة الألعاب الأولمبية الصيفية العشرين وتظهر فيها صورة للشعلة الأولمبية مع شعار الأولمبياد
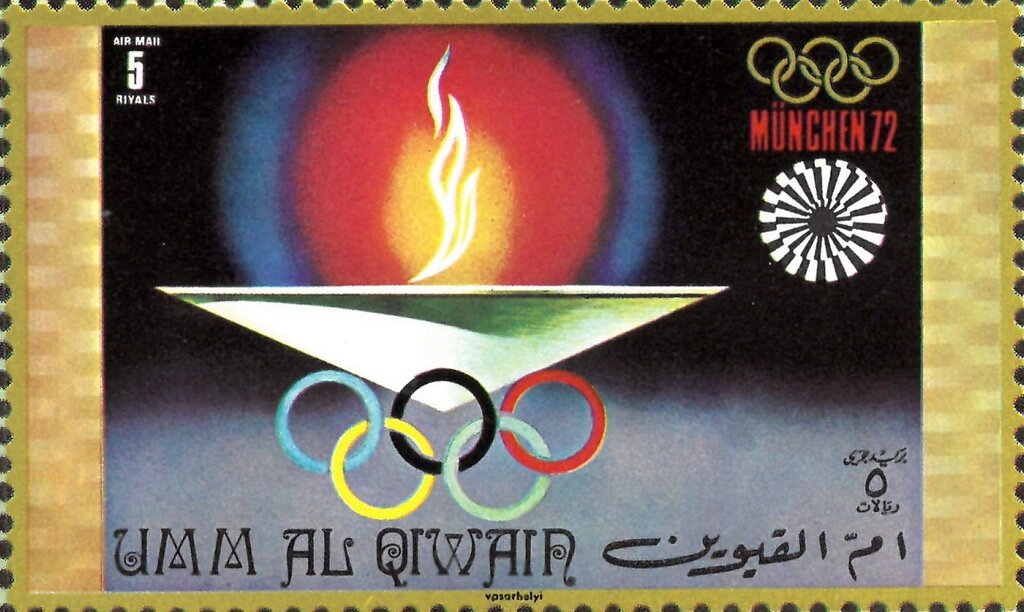
بطاقة تذكارية صدرت عام 1971م لمناسبة دورة الألعاب الأولمبية الصيفية العشرين وتظهر فيها صورة للشعلة الأولمبية مع شعار الأولمبياد

### إصدار الحياة البرية
وقد ضم خمس طوابع وبطاقة واحدة.
| # | تاريخ الإصدار | الوصف                                  | صورة الإصدار المخرم | صورة الإصدار غير المخرم | صورة الورقة التذكارية | القيمة                  |
| - | ------------- | -------------------------------------- | ------------------- | ----------------------- | --------------------- | ----------------------- |
| 1 | سبتمبر 1971   | طابع تظهر فيه صورة للببر.              |                     |                         |                       | عشر دراهم قطرية         |
| 2 | سبتمبر 1971   | طابع تظهر فيه صورة للغوريلا الغربية.   |                     |                         |                       | خمسة عشر درهما قطريا    |
| 3 | سبتمبر 1971   | طابع تظهر فيه صورة لحمار الزرد السهلي. |                     |                         |                       | عشرون درهما قطريا       |
| 4 | سبتمبر 1971   | طابع تظهر فيه صورة للدب الأشمط.        |                     |                         |                       | خمسة وعشرون درهما قطريا |
| 5 | سبتمبر 1971   | طابع تظهر فيه صورة للفيل الإفريقي.     |                     |                         |                       | خمسة ريالات قطرية       |

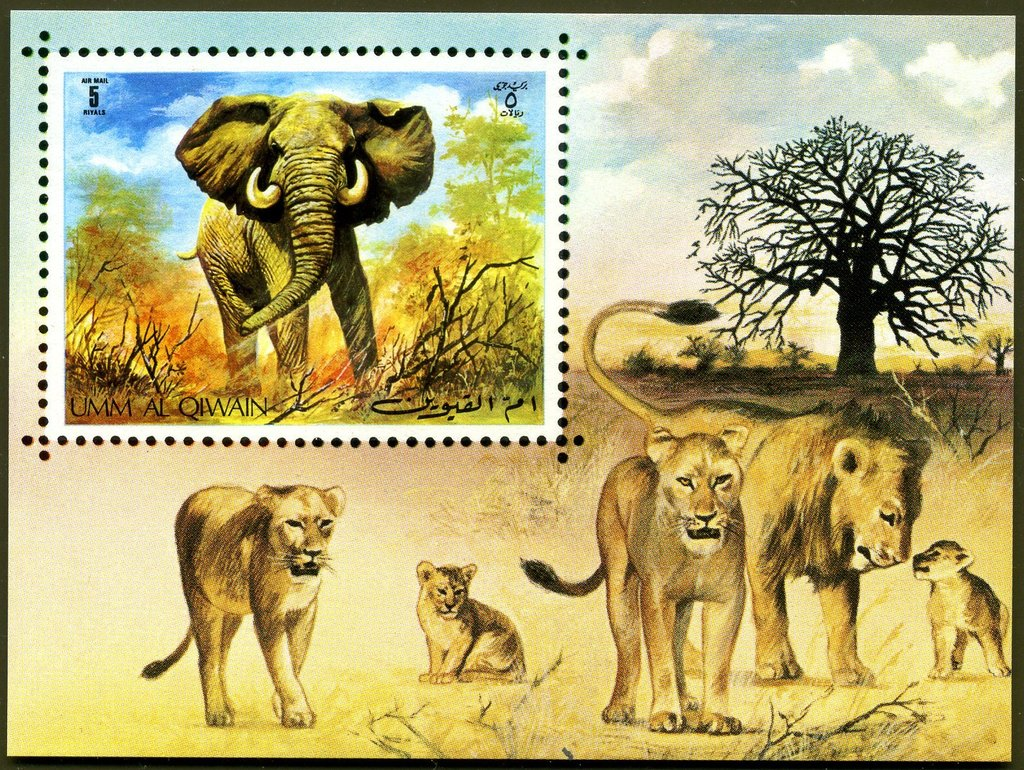
بطاقة تذكارية صدرت عام 1971 تحتوي على صور من الحياة البرية

### إصدار أعياد الميلاد
أُصدرت طوابع بريدية بمناسبة أعياد الميلاد.

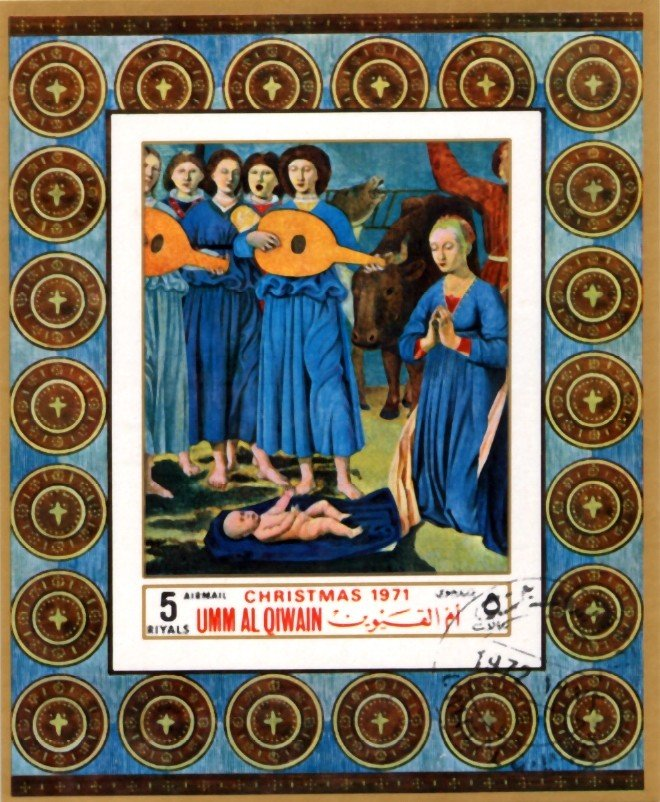
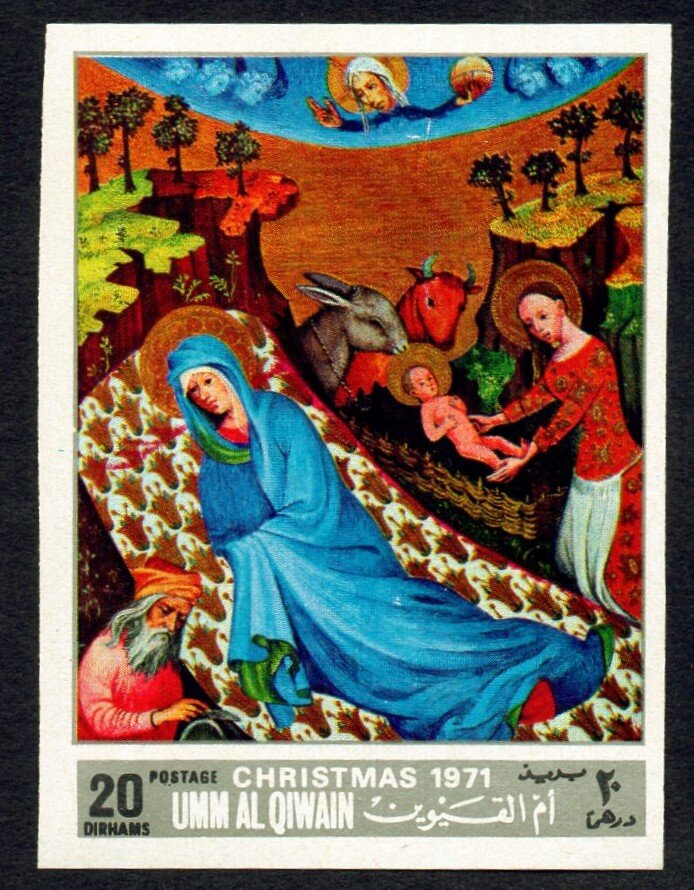

| # | تاريخ الإصدار | الوصف                                    | صورة الطابع | القيمة                 | الأبعاد     |
| - | ------------- | ---------------------------------------- | ----------- | ---------------------- | ----------- |
| 1 | 1971          | طابع صدر عام 1971 لمناسبة أعياد الميلاد. |             | عشرة دراهم قطرية       | 40 * 55 ملم |
| 2 | 1971          | طابع صدر عام 1971 لمناسبة أعياد الميلاد. |             | خمسة عشر درهما قطريا   | 40 * 55 ملم |
| 3 | 1971          | طابع صدر عام 1971 لمناسبة أعياد الميلاد. |             | عشرون درهما قطريا      | 40 * 55 ملم |
| 4 | 1971          | طابع صدر عام 1971 لمناسبة أعياد الميلاد. |             | خمس وعشرون درهما قطريا | 40 * 55 ملم |
| 5 | 1971          | طابع صدر عام 1971 لمناسبة أعياد الميلاد. |             | خمس ريالات قطرية       | 40 * 55 ملم |
| 6 | 1971          | طابع صدر عام 1971 لمناسبة أعياد الميلاد. |             | خمس دراهم قطرية        | 40 * 55 ملم |
| 7 | 1971          | طابع صدر عام 1971 لمناسبة أعياد الميلاد. |             | خمس ريالات قطرية       | 40 * 55 ملم |